# Oumou Touré
Pour les articles homonymes, voir Touré.
Oumou Touré, née le 18 février 1988, est une joueuse de basket-ball franco-sénégalaise.

## Biographie
Née au Sénégal, elle arrive en 2006 en France pour trois saisons de Nationale 2 en Bourgogne, puis deux avec Perpignan, dont la dernière en Ligue 2, avant de se retrouver sans club à l'été 2011. Elle remplace l'Américaine Kenya McBee, non conservée par Léon Trégor avant le début de saison, où elle confirme son statut de joueuse majeure de la Ligue 2. Selon Franck Simon de son club : « Depuis un an, Oumou prend sa place tranquillement dans le groupe. Ce n'est pas une fille très démonstrative, mais elle a un caractère bien trempé. Au niveau du jeu, on travaille beaucoup depuis qu'elle est arrivée sur l'aspect offensif. Ce n'est pas vraiment un poste 5, car elle prend beaucoup de tirs hors de la raquette, même si elle ne refuse pas d'y aller. »
Avec Perpignan en 2010-2011, à 10,5 points et 6,7 rebonds pour 11 d’évaluation, puis l'année suivante à Léon Trégor, elle émarge à 17,4 points et 11,2 rebonds pour 17,6 d’évaluation. En 2012-20123, toujours avec le Trégor, elle domine la Ligue 2 avec 20,8 points (51,4 % à 2-pts et 64,2 % aux lancers francs), 12,7 rebonds et 1,8 contre de moyenne par match pour 23,7 d’évaluation en 33,2 minutes. Elle se classe première aux points, aux rebonds, aux contres et à l’évaluation et deuxième aux fautes provoquées (5,9 par match). Elle obtient une évaluation de 47 en décembre contre Dunkerque avec 37 points et 16 rebonds.
Ses performances en Ligue 2 attirent l'attention de l'USO Mondeville qui l'engage pour la saison LFB 2014 qu'elle conclut de manière contrastée (5,5 points pour 40,6 % d'adresse aux tirs et 4,2 rebonds) , ce qui n'empêche le Hainaut de l'engager la saison suivante toujours en LFB. Elle explique être plutôt une ailière forte qu'un pivot : « Ma première saison a été difficile mais le niveau est abordable, j'ai ma place. J'étais la doublure de Sandra [Dijon]. Mon rôle était d'être une rotation sur le poste 5 (...) J'ai beaucoup progressé (...) mais ce n'était vraiment pas mon poste de jeu je n'y étais pas à mon aise. »
À l'été 2015, elle participe et remporte l'Afrobasket avec l'équipe du Sénégal.
Pour la saison 2015-2016, elle signe au Landerneau Bretagne Basket en LF2 et revient dans une région et un club qu'elle connait bien. Elle y réussit une excellente saison avec une moyenne de 15,1 points et 9,8 rebonds. Pour 2016-2017 , elle signe avec le Toulouse Métropole Basket (relégué en Ligue 2) qu'elle rejoindre après les Jeux olympiques qu'elle doit disputer avec le Sénégal. En 2018-2019, elle en Ligue 2 avec Rezé.
De septembre à décembre 2019, elle dispute l'Eurocoupe avec Elitzur Ramla en Israël pour 11,2 points, 6,2 rebonds. Elle signe en janvier 2020 à Roche Vendée afin  de pallier l’indisponibilité jusque avril de la nigériane Uju Ugoka. Ses statistiques sont de 4,6 points avec 39 % de réussite à 2 points, mais elle n'est pas conservée pour la saison suivante.
Après débuté la saison en Pologne à Sosnowiec, elle signe en mars 2021 en renfort à Villeneuve-d'Ascq pour suppléer l'indisponibilité de Kariata Diaby en fin de saison.
En janvier 2022, elle est recrutée par l'USLG Cherbourg-en-Cotentin pour suppléer l'indisponibilité de Mareme Diop.

## Clubs
| Saisons     | Équipe                                      | Pays    |
| 2006-2007   | Charnay-lès-Mâcon                           | France  |
| 2007-2008   | Beaune                                      | France  |
| 2008-2009   | Chalon-sur-Saône BC                         | France  |
| 2009-2010   | Basket Catalan Perpignan Méditerranée (NF1) | France  |
| 2010-2011 ? | Roche Vendée Basket Club                    | France  |
| 2011-2013   | Léon Trégor Basket 29 (LF2)                 | France  |
| 2013-2014   | USO Mondeville                              | France  |
| 2014-2015   | Saint-Amand Hainaut Basket                  | France  |
| 2015-2016   | Landerneau Bretagne Basket                  | France  |
| 2016-2018   | Toulouse Métropole Basket                   | France  |
| 2016-2018   | BCSP Reze                                   | France  |
| 2016-2018   | Elitzur Ramla                               | Israël  |
| 2019-2020   | Roche Vendée Basket Club                    | France  |
| 2020-2021   | Sosnowiec                                   | Pologne |
| 2020-2021   | Villeneuve-d’Ascq                           | France  |
| 2021-2022   | Elazığ İl Özel İdarespor                    | Turquie |
| 2022        | USLG Cherbourg-en-Cotentin                  | France  |